# Arrondissement Le Raincy
Das Arrondissement Le Raincy ist eine Verwaltungseinheit im französischen Département Seine-Saint-Denis innerhalb der Region Île-de-France. Verwaltungssitz (Unterpräfektur) ist Le Raincy.

## Kantone
Im Arrondissement liegen zwölf Wahlkreise:
- Kanton Aulnay-sous-Bois
- Kanton Le Blanc-Mesnil
- Kanton Bondy (mit 1 von 3 Gemeinden)
- Kanton La Courneuve (mit 2 von 3 Gemeinden)
- Kanton Drancy
- Kanton Gagny
- Kanton Livry-Gargan
- Kanton Montreuil-1 (mit 1 von 2 Gemeinden)
- Kanton Noisy-le-Grand
- Kanton Sevran
- Kanton Tremblay-en-France
- Kanton Villemomble

## Gemeinden
Die Gemeinden des Arrondissements Le Raincy sind:
| 1. Aulnay-sous-Bois (93005)   | 2. Le Blanc-Mesnil (93007) | 3. Le Bourget (93013)               | 4. Clichy-sous-Bois (93014)   |
| 5. Coubron (93015)            | 6. Drancy (93029)          | 7. Dugny (93030)                    | 8. Gagny (93032)              |
| 9. Gournay-sur-Marne (93033)  | 10. Livry-Gargan (93046)   | 11. Montfermeil (93047)             | 12. Neuilly-Plaisance (93049) |
| 13. Neuilly-sur-Marne (93050) | 14. Noisy-le-Grand (93051) | 15. Les Pavillons-sous-Bois (93057) | 16. Le Raincy (93062)         |
| 17. Rosny-sous-Bois (93064)   | 18. Sevran (93071)         | 19. Tremblay-en-France (93073)      | 20. Vaujours (93074)          |
| 21. Villemomble (93077)       | 22. Villepinte (93078)     |                                     |                               |

## Neuordnung der Arrondissements 2017

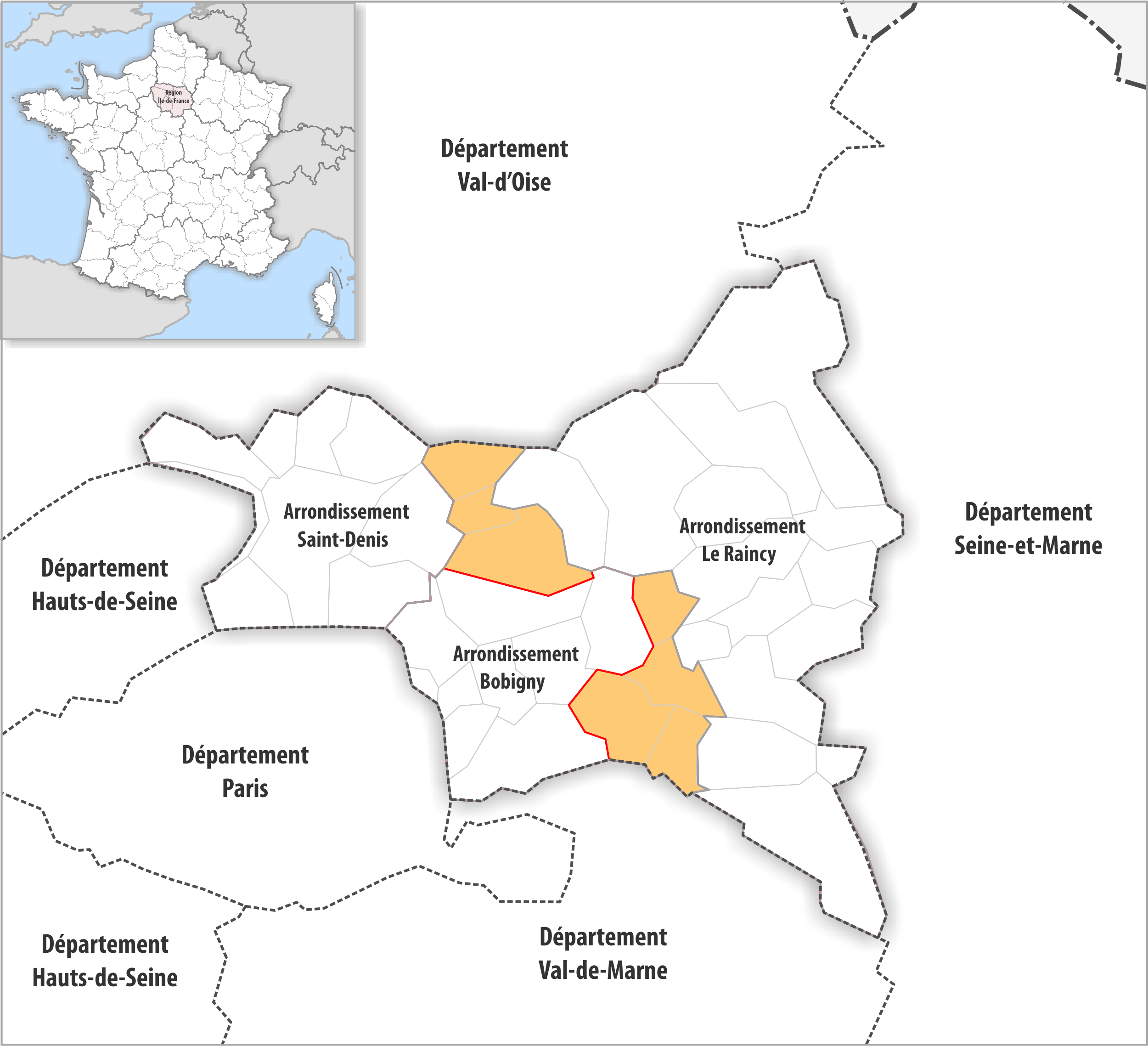
Arrondissementsanpassungen im Jahr 2017

Durch die Neuordnung der Arrondissements im Jahr 2017 wurde die Fläche der sechs Gemeinden Le Bourget, Drancy, Dugny, Les Pavillons-sous-Bois, Rosny-sous-Bois und Villemomble aus dem Arrondissement Bobigny dem Arrondissement Le Raincy zugewiesen.